# Sociedade das Guerras Coloniais
A Sociedade das Guerras Coloniais é uma sociedade hereditária composta por homens que descendem de antepassados que, em cargos militares, navais ou civis de alta confiança e responsabilidade, por atos ou conselhos, auxiliaram no estabelecimento, defesa e preservação das colônias americanas continentais da Grã-Bretanha. Foi fundada em 1892.